# João Sigismundo Zápolya
João Sigismundo Zápolya (Zápolya János Zsigmond, em húngaro) (*Buda, 7 de julho de 1540 — †Gyulafehérvár, 10 de março de 1571) foi rei da Hungria de 1540 a 1571 e o primeiro príncipe da Transilvânia, de 1559 a 1571.
João Sigismundo, filho de João Zápolya, foi eleito rei da Hungria pelos partidários de seu pai a despeito do tratado de Nagyvárad, que preconizava a entrega da coroa a Fernando I de Habsburgo. A corte se instalou então em Buda, que sofreu o assédio do exército de Fernando.
Em 28 de agosto de 1542, o Sultão Solimão, o Magnífico, venceu as tropas austríacas e instalou um governador otomano em Buda, ocupando a região cisdanubiana de modo permanente. A Hungria viu-se dividida entre o Império Otomano, os Habsburgos e João Sigismundo, quem governava (com o auxílio de um tutor) a Transilvânia desde Gyulafehérvár.
Por meio de acordos negociados em 1549 e 1551, João Sigismundo renunciou à coroa húngara em troca do reconhecimento de seu principado transilvano. A recusa de sua mãe em honrar os acordos levou Fernando a ocupar a Transilvânia; João e sua mãe se refugiaram na Silésia. A reação do sultão foi invadir o principado. Uma dieta convocada pelo sultão na Transilvânia restaurou João no trono do principado, sob tutela turca. O príncipe converteu-se ao protestantismo e, pelo Edito de Torda, proclamou a liberdade religiosa (possivelmente o primeiro decreto nesse sentido na Europa) e incentivou a igreja unitária.
Em 1570, pelo tratado de Spire, o principado da Transilvânia foi definitivamente estabelecido e João renunciou ao título de rei da Hungria, adotando o de príncipe da Transilvânia. Morreu sem herdeiros em 1571.